# 君塚 (市原市)
君塚（きみづか）は、千葉県市原市の五井地区にある大字及び町丁。現行行政地名は君塚一丁目から君塚五丁目と大字君塚。郵便番号は290-0051。

## 概要
市原市北西部の五井地区に位置する。

## 地理

### 河川
- 金杉川

### 隣接町丁字
北は五井金杉と白金町、東は郡本と西五所、南は藤井、西は五井と五井東と岩野見と接している。

## 世帯数と人口
2023年（令和5年）4月1日現在の世帯数及び人口の詳細は以下の通りである。
| 町丁字     | 世帯数    | 人口    | 人口  | 人口   | 人口     | 人口     | 人口    | 人口   | 世帯人員 |
| 町丁字     | 世帯数    | 総数    | 若年  | 若年   | 生産年齢 | 生産年齢 | 高齢    | 高齢   | 世帯人員 |
| ---------- | --------- | ------- | ----- | ------ | -------- | -------- | ------- | ------ | -------- |
| 君塚       | 12世帯    | 22人    | 4人   | 18.18% | 16人     | 72.73%   | 2人     | 9.09%  | 1.83人   |
| 君塚一丁目 | 702世帯   | 1,375人 | 155人 | 11.27% | 912人    | 66.33%   | 308人   | 22.40% | 1.96人   |
| 君塚二丁目 | 451世帯   | 835人   | 70人  | 8.38%  | 535人    | 64.07%   | 230人   | 27.54% | 1.85人   |
| 君塚三丁目 | 518世帯   | 954人   | 86人  | 9.01%  | 660人    | 69.18%   | 208人   | 21.80% | 1.84人   |
| 君塚四丁目 | 446世帯   | 789人   | 95人  | 12.04% | 522人    | 66.16%   | 172人   | 21.80% | 1.77人   |
| 君塚五丁目 | 811世帯   | 1,626人 | 165人 | 10.15% | 957人    | 58.86%   | 504人   | 31.00% | 2.00人   |
| 全体       | 2,940世帯 | 5,601人 | 575人 | 10.27% | 3602人   | 64.31%   | 1,424人 | 25.42% | 1.91人   |

## 通学区域
市立小学校・市立中学校及び県立高等学校の通学区域は以下の通りである。
| 町丁字     | 範囲 | 小学校             | 中学校             | 高等学校 |
| ---------- | ---- | ------------------ | ------------------ | -------- |
| 君塚       | 全域 | 市原市立白金小学校 | 市原市立若葉中学校 | 第9学区  |
| 君塚一丁目 | 一部 | 市原市立白金小学校 | 市原市立若葉中学校 | 第9学区  |
| 君塚一丁目 | 一部 | 市原市立白金小学校 | 市原市立五井中学校 | 第9学区  |
| 君塚二丁目 | 全域 | 市原市立白金小学校 | 市原市立若葉中学校 | 第9学区  |
| 君塚三丁目 | 全域 | 市原市立白金小学校 | 市原市立若葉中学校 | 第9学区  |
| 君塚四丁目 | 全域 | 市原市立白金小学校 | 市原市立若葉中学校 | 第9学区  |
| 君塚五丁目 | 全域 | 市原市立白金小学校 | 市原市立若葉中学校 | 第9学区  |

## 交通

### 鉄道
大字内に駅はないが、最寄り駅は五井駅である。

### 道路
国道は通ってない。

### 県道
- 千葉県道24号千葉鴨川線

#### 市道
- 市道2号君塚小田部線※通称は稲荷台通り（いなりだいどおり）
- 市道6号八幡椎津線※通称は平成通り（へいせいどおり）

### バス
町丁字内を通過する一般路線バスは以下の通りである。
| 運行会社 | 系統     | 運行区間                      | 経由                                           | 備考 |
| -------- | -------- | ----------------------------- | ---------------------------------------------- | ---- |
| 小湊鐵道 | 五03系統 | 五井駅東口 - 市原歴史博物館   | 五井東、君塚二丁目、山田橋                     |      |
| 小湊鐵道 | 五22系統 | 五井駅西口 - 山倉こどもの国   | 波渕、君塚二丁目、市原市役所、国分寺台東小学校 |      |
| 小湊鐵道 | 五25系統 | 五井駅西口 - 喜多             | 市原郵便局前、山木、辰巳団地、うるいど南       |      |
| 小湊鐵道 | 八21系統 | 八幡宿駅西口 - 姉崎（別荘下） | 君塚、五井駅西口、白塚、大道下、姉ケ崎駅東口   |      |
| 小湊鐵道 | 八22系統 | 八幡宿駅西口 - 姉ケ崎駅東口   | 君塚、五井駅西口、白塚、大道下                 |      |

## 施設
- 市原君塚郵便局
- 市原市立白金小学校
- 君塚中央公園
- 白幡神社